# Distrito de Yazu
El distrito de Yazu (八頭郡 Yazu-gun?) es un distrito localizado en la prefectura de Tottori, Japón. En junio de 2019 tenía una población estimada de 25.607 habitantes y una densidad de población de 40,6 personas por km². Su área total es de 630,59 km².

## Localidades
- Chizu
- Wakasa
- Yazu